# Donja Bišnja
Donja Bišnja (szerbül: Доња Бишња), település Bosznia-Hercegovinában, Derventa községben, a Szerb Köztársaság északi régiójában. 

## Fekvése
A település Bosznia-Hercegovina északi részén, Dobojtól légvonalban 29, közúton 39 km-re északnyugatra, községközpontjától légvonalban és közúton 2 km-re dél-délnyugatra, a Krnjin-hegység peremén, az Ukrina jobb oldali mellékvize, a Bišnja-patak alsó folyásánál, 150-210 méteres magasságban található.

## Népessége
| Nemzetiségi csoport | Népesség 1991 | Népesség 2013 |
| ------------------- | ------------- | ------------- |
| Szerb               | 147           | 124           |
| Bosnyák             | 2             | 0             |
| Horvát              | 157           | 9             |
| Jugoszláv           | 4             | 0             |
| Egyéb               | 12            | 2             |
| Összesen            | 320           | 135           |

## Története
A vegyes lakosságú település 1878-ig tartozott az Oszmán Birodalomhoz, ekkor a berlini kongresszus határozata alapján az Osztrák-Magyar Monarchia része lett. 1910-ben a Derventai járáshoz tartozó településen 22 háztartást, 73 ortodox, 74 római katolikus és 1 muszlim lakost találtak. A monarchia szétesésével 1918-ban előbb a Szerb-Horvát-Szlovén Királyság, majd 1929-től a Jugoszláv Királyság része lett. 1921-ben a Derventai járáshoz tartozó településnek 145 lakosa volt, közülük 74 ortodox szerb, 70 római katolikus és 1 görög katolikus volt. Az 1929-es törvény értelmében, amikor Bosznia-Hercegovinát négy banovinára, Drinskára, Vrbaskára, Zetskára és Primorskára osztották, a település a Vrbaska banovina (Orbászi bánság) része lett, amelynek székhelye Banja Luka volt. 1939-ben a közigazgatás átszervezésével a Hrvatska banovina (Horvát Bánság) része lett.
A második világháborúban Jugoszlávia megszállása után a Független Horvát Állam (NDH) része lett. A második világháború után 1992-ig a település a szocialista Jugoszlávia keretében a Bosznia-Hercegovinai Népköztársaság része volt. 1992-ben a boszniai háború idején, a helyi horvát lakosságot, mely a népesség felét tette ki, elűzték a településről. A boszniai háborút lezáró daytoni békeszerződés rendelkezése alapján az ország területét felosztották a Bosznia-hercegovinai Föderáció és a boszniai Szerb Köztársaság között. A békeszerződés utáni területmegosztási megállapodás értelmében a település Derventa község részeként a Boszniai Szerb Köztársasághoz került.

## Nevezetességei

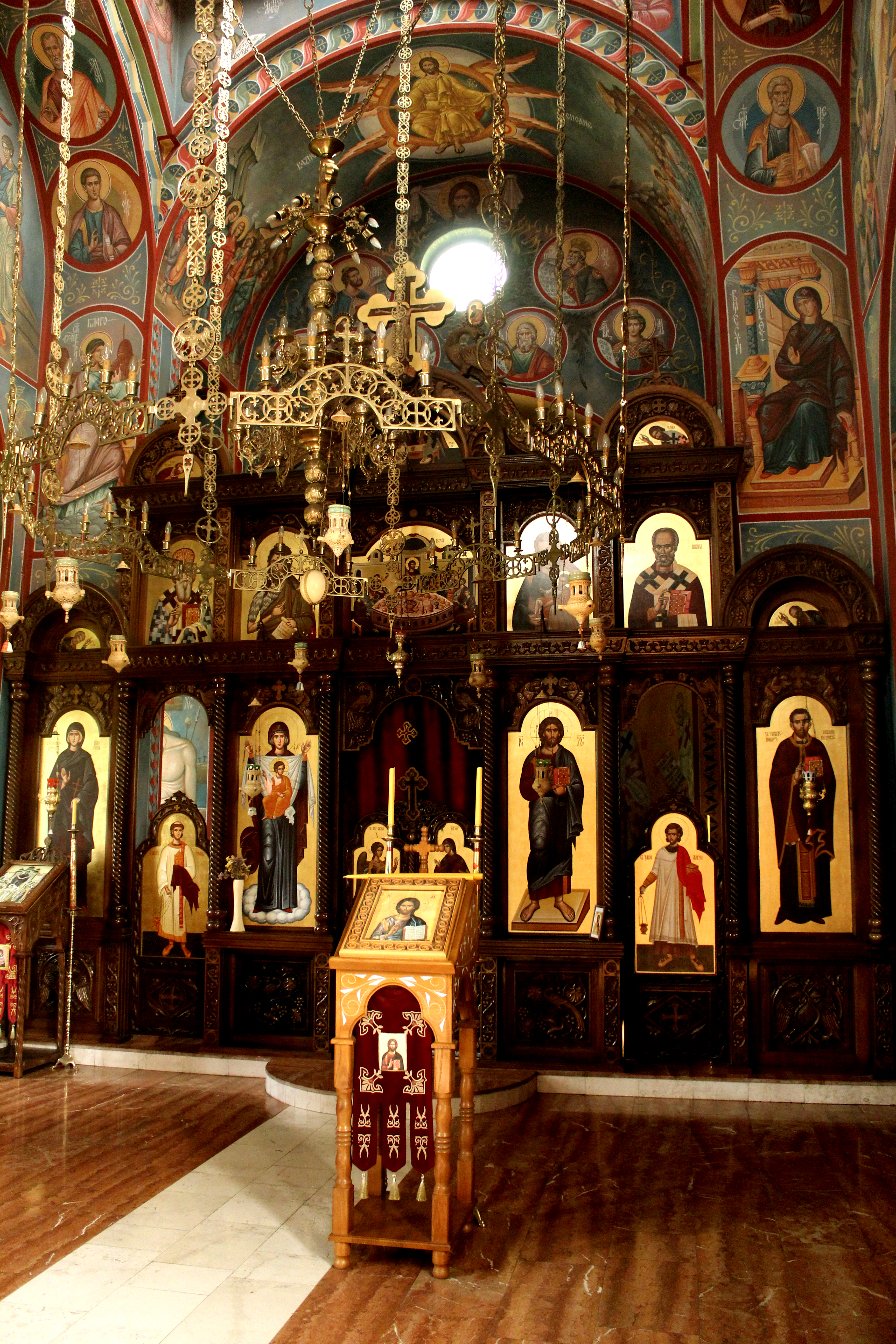
A kolostor templomának ikonosztáza

A bišnaji pravoszláv kolostor. A kolostor alapítója a kaliforniában élő, de helyi születésű Ratko Đekić volt, aki testvéreivel együtt 1996-ban az apjától örökölt birtokot az egyháznak, azaz a Zvornik-Tuzlai Egyházmegyének adományozta. Đekić 2002-ben kezdte meg a kolostor építését, 2006. június 28-i felszentelését pedig Vaszilij zvornik-tuzlai püspök és Maxim nyugat-amerikai ortodox püspök vezette. 2006. február 4-én Vaszilij püspök egy Simeon (Obrenović) nevű szerzetest küldött ide az ozrenai Szent Miklós kolostorból, és egy novíciust a bijeljinai Szent Vaszilij Ostroški kolostorból, akik meg is kezdték itteni szerzetesi életüket. A templom belseje rendkívül színes, a bejárati ajtó felett pedig a Szent Szűz lepelének mozaikja emelkedik ki, akinek tiszteletére a templomot szentelték. A három haranggal rendelkező harangtorony hasonló a Hercegovinában található harangtoronyhoz, és szokatlan a Boszniai Szerb Köztársaság ezen részén. A nagyobb, építészetileg gyönyörűen megtervezett szerzetesi hálóterem csak kiegészíti a kolostor hangulatát. A komplexum egy részének rendezése még folyamatban van. A kolostorkomplexumhoz tartozik egy parkosított gyümölcsös, legelő és erdő is, amelyek kellemes hangulatot teremtenek. A kolostor férfi kolostor, mely a Zvornik-Tuzlai egyházmegyéhez tartozik.